# Мувашшах
Мувашшах (араб. موشّح‎ — «опоясанный») — жанр арабской средневековой строфической песни с рефреном. Чаще всего мувашшах содержит 5 (максимум 7) строф, строфа колеблется от 4 до 10 строк. Некоторые сочинения этого жанра имеют концовку — харджу.

## История
Изобретение мувашшаха арабская традиция приписывает придворному поэту из Кордовы (Испания) Мукаддаму ибн Муафа, который жил в конце IX — начале X вв. Первые два бейта мувашшаха рифмуются между собой, а последний бейт строфы повторяет эту же рифму. Большое число разновидностей мувашшаха является следствием возможности чередования рифмы в строфе. В качестве авторов мувашшаха прославились андалусские поэты XI века. Убадат аль-Каззаз, Абу Абдуллах Ирфа Расах, Ибрахим ибн Сахль аль-Исраили (1208—51), Лисануддин ибн аль-Хатиб (1313—74) и египтянин Ибн Сана аль-Мульк аль-Мисри (1156—1212).
С большим мастерством использовал строфическую форму арабского средневекового жанра мувашшах поэт  Ризкалла Хассун (1825—1880).